# Meglos
Meglos es el segundo serial de la 18.ª temporada de la serie británica de ciencia ficción Doctor Who, emitido originalmente en cuatro episodios semanales del 27 de septiembre al 18 de octubre de 1980.

## Argumento
El sistema estelar Prion contiene dos planetas habitables con civilizaciones: Zolfa-Thura, un mundo desértico sin vida aparente salvo cinco pantallas gigantes, y Tigella, un mundo frondoso habitados por los humanoides de pelo blanco llamados tigelianos. La estructura de la sociedad tigeliana está basada en dos castas: los científicos Savants, liderados por el fervoroso Deedrix, y los fanáticos religiosos Deons, liderados por Lexa. Estos últimos adoran al Dodecaedro, un misterioso cristal de doce caras que ellos ven como un regalo del dios Ti. Los Savants, sin embargo, han utilizado su poder como fuente de energía para toda su civilización. El líder del planeta, Zastor, hace de mediador entre las dos facciones, cuyas tensiones se han intensificado a medida que la fuente de energía ha comenzado a fluctura. Cuando el viejo amigo de Zastor, el Cuarto Doctor, se pone en contacto con él, el fatigado líder le invita a Tigella para que investigue y ayude. Cuando el Doctor, Romana y K-9 intentan aterrizar la TARDIS en Tigella, alguien interviene, atrapándoles en una burbuja temporal conocida como el Bucle Crónico Histerático, haciéndoles repetir el mismo fragmento de tiempo una, y otra, y otra vez...

## Producción
| Episodio          | Fecha de emisión         | Duración | Espectadores en millones | Estado en el archivo  |
| ----------------- | ------------------------ | -------- | ------------------------ | --------------------- |
| Episodio 1        | 27 de septiembre de 1980 | 24:43    | 5,0                      | Cinta original en PAL |
| Episodio 2        | 4 de octubre de 1980     | 21:24    | 4,2                      | Cinta original en PAL |
| Episodio 3        | 11 de octubre de 1980    | 21:19    | 4,7                      | Cinta original en PAL |
| Episodio 4        | 18 de octubre de 1980    | 19:30    | 4,7                      | Cinta original en PAL |
| [ 1 ] [ 2 ] [ 3 ] |                          |          |                          |                       |

Con un raro título epónimo para un serial de Doctor Who, el primero desde Marco Polo (1964), sus títulos provisionales eran The Golden Pentagle  (El pentáculo dorado) y The Last Zolfa-Thuran (Los últimos Zolfa-Thuran). Esta es una de las dos únicas historias de varias partes de toda la serie en la que todos los miembros del reparto aparecen en todos los episodios, la otra es The Edge of Destruction.
En la historia aparece el único uso en Doctor Who de un sistema de enlace de cámaras conocido como Scene-Sync, que permitía utilizar imágenes no estáticas de personajes superpuestas en maquetas de escenarios. A la vez que las cámaras de los actores se movían, también lo hacían las de la maqueta de forma proporcional. La cantidad exacta de movimiento se hacía con ensayo y error, haciendo ajustes mínimos al voltaje que recibían los motores de la cámara esclava.